# پروس (آیووا)
پروس (به انگلیسی: Prussia) یک منطقهٔ مسکونی در ایالات متحده آمریکا است که در آیووا واقع شده‌است. پروس ۴۱۳٫۹۲ متر بالاتر از سطح دریا قرار دارد.